# Šarić Struga
Šarić Struga – wieś w Chorwacji, w żupanii dubrownicko-neretwiańskiej, w mieście Ploče. W 2011 roku liczyła 235 mieszkańców.